# Анрі Декуен
Анрі́ Декуе́н (фр. Henri Decoin, повне ім'я — Жозе́ф Анрі́ Декуе́н (фр. Joseph Henri Decoin); 18 березня 1890, Париж, Франція — 4 липня 1969, Нейї-сюр-Сен, Франція) — французький кінорежисер та сценарист. Був також професійним спортсменом-плавцем та ватерполістом. Автор низки романів та п'єс.

## Біографія

### Ранні роки
Анрі Декуен народився 18 березня 1890 року в Парижі в незаможній сім'ї. Справжнє ім'я — Жозеф Анрі Декуен. Батько був паралізований, мати була хатньою робітницею, в сім'ї було п'ятеро дітей. Щоб зводити кінці з кінцями Анрі був вимушений рано перервати навчання, підробляти на різних роботах — він був учнем кушніра, розвізником молока. Потім професійно присвятив себе спорту; сім разів був чемпіоном Франції з плавання; брав участь в літніх Олімпійських іграх 1908 та 1912 роках. На зароблені потом і працею гроші купував собі книги, щоб утамувати жагу знань.
Під час Першої світової війни Декуен був військовим льотчиком. Двічі був поранений — у Бельгії й у Франції. Був нагороджений Орденом Почесного легіону та Військовим Хрестом. По закінченню війни став працювати спортивним журналістом.
У 1926 році Анрі Декуен опублікував книгу «15 раундів» — роман про боксерський матч, викладений від імені самого боксера. Це привернуло до нього увагу публіки і критиків. За цим пішли твори для театру, а потім — і сценарії для кіно. З 1929 року Декуен працював асистентом режисера, що не заважало йому продовжувати писати сценарії: так, у 1931 році він написав сценарій фільму «Вечір облави» (фр. Un  soir  de  rafle) для режисера Карміне Галлоне.

### Кар'єра
У 1933 році вийшов перший повнометражний фільм Анрі Декуена, де він виступив режисером, — «Тобогган» (фр. Toboggan), який також бу присвячений спорту — боксу. Потім він вирушив до Німеччини працювати над фільмами «Я люблю усіх жінок» і «Зелене доміно» (1934—1935). Кінематографічний досвід приводить Декуена до знайомства з 16-річною Даніель  Дар'є (на 27 років молодшою за нього), яку він робить своєю музою. Він знімає її в драмі «Зловживання довірою» (1937), потім в чарівних мелодрамах «Мадемуазель, моя мати» (1937), «Биття серця» (1939) і «Перше побачення» (1941). Фільми мали успіх, а кар'єра Анрі Декуена пішла стрімко вгору. З цієї миті він починає знімати фільми в найрізноманітніших жанрах: екранізації Жоржа Сіменона («Незнайомці у будинку», «Правда про крихітку Донж»), історичні фільми («Справа отруйників», «Залізна маска»), детективи («Облава на блатних», «Буча»), психологічні драми ("Закохані — самі на світі) та навіть мюзикл «Божевільні глибокі крісла» (1956). Технічна майстерність і особиста енергія Декуена передавалися кожному з його фільмів, що ставило їх нарівні з найкращими фільмами французького післявоєнного кінематографу . У багатьох його фільмах в головній ролі знімалися Жан Габен і його третя дружина Даніель Дар'є. У фільмі «Спальня старшокласників» (1953) головну роль виконав Жан Маре. У його фільмах знімалися й актори, що тільки-но починали свою кінокар'єру — Ліно Вентура та Луї де Фюнес.
Окрім сценаріїв до своїх, і не лише, фільмів, Анрі Декуена написав чимало літературних творів про спорт і п'єс для театру.

### Особисте життя

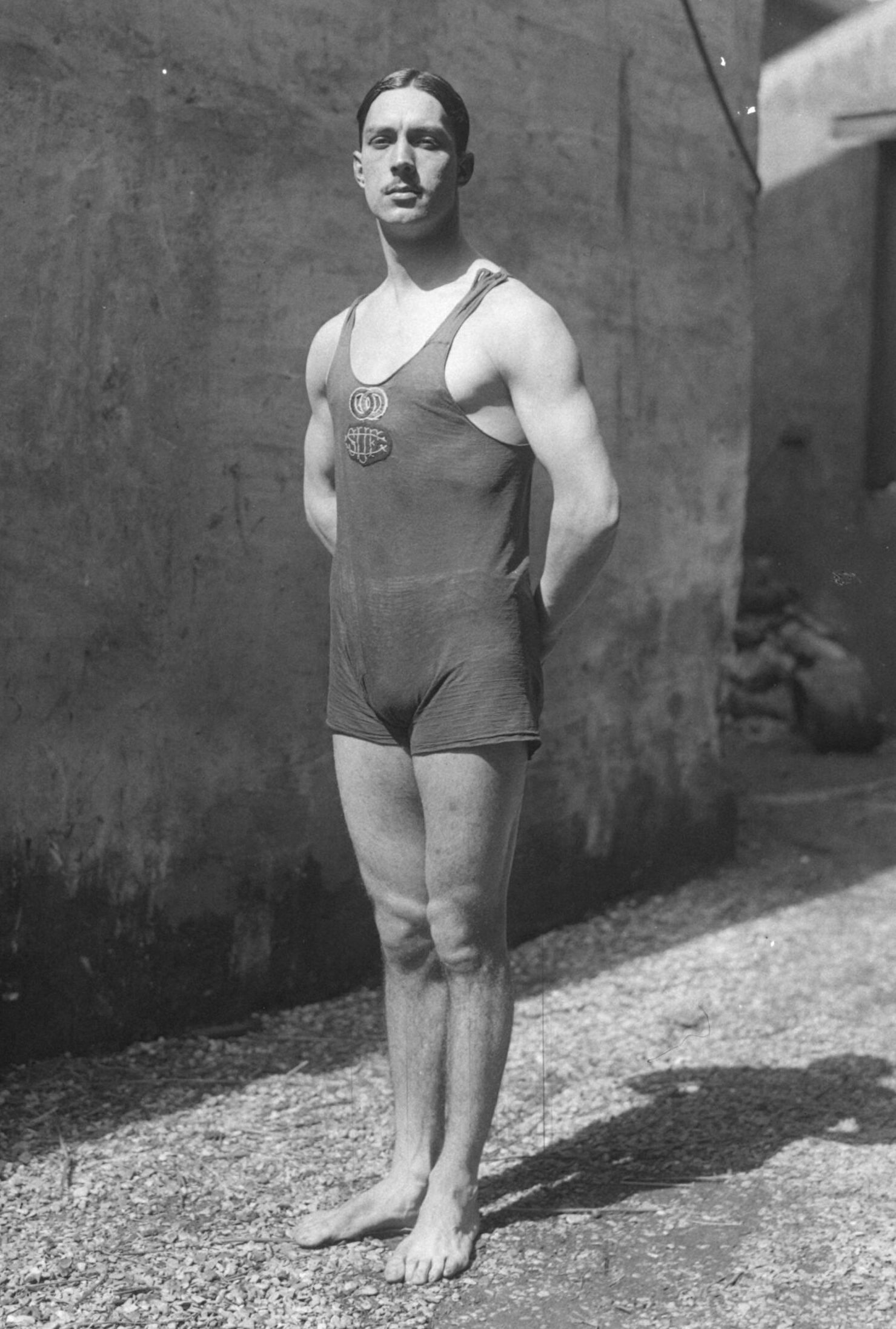
Анрі Декуен у 1913 році

Анри Декуен був одружений чотири рази. З першою дружиною — Елен Рейєон прожив з 1915 по 1926 рік. Дітей у цьому шлюбі не було.
У другому шлюбі з акторкою німих фільмів Бланш Монтель (шлюб тривав з 1927 по 1933 рік) народився син Дідьє Декуен, що став згодом відомим французьким письменником і сценаристом, автором сценаріїв телевізійних фільмів «Наполеон» (2002), «Бальзак» (1999), «Диявол» (1983).
З 1935 по 1941 рік Анрі Декуен був одружений з французькою кінозіркою Даніель  Дар'є. Різниця у віці між ними складала майже 30 років. Він знімав її у своїх фільмах навіть тоді, коли шлюб їх уже розпався. Дітей у пари не було.
Останньою, четвертою дружиною режисера аж до його смерті в 1969 році стала дочка банкіра Жульєтт Декуен, що народила двох дітей.
Анри Декуен помер 4 липня 1969 року через ускладнення після хірургічної операції на серці.
У 2006 році його молодший син Дідьє Декуен випустив книгу «Анрі або Генрі: роман мого батька» (фр. HenrI ou Henry, le roman de mon père).

## Фільмографія
| Рік  | Назва українською             | Оригінальна назва                | Режисер | Сценарист |
| ---- | ----------------------------- | -------------------------------- | ------- | --------- |
| 1934 | Тобогган                      | Toboggan                         | Так     | Так       |
| 1933 | Я завжди буду кохати тебе     | Je vous aimerai toujours         | Так     | Так       |
| 1933 | Блакитне небо                 | Les bleus du ciel                | Так     | Так       |
| 1933 | Нафтові акули                 | Les requins du pétrole           | Так     | Так       |
| 1935 | Зелене доміно                 | Le domino vert                   | Так     |           |
| 1937 | Мадемуазель, моя мати         | Mademoiselle ma mère             | Так     |           |
| 1937 | Зловживання довірою           | Abus de confiance                | Так     | Так       |
| 1938 | Повернення на зорі            | Retour à l'aube                  | Так     | Так       |
| 1940 | Биття серця                   | Battement de coeur               | Так     |           |
| 1941 | Перше побачення               | remier rendez-vous               | Так     | Так       |
| 1942 | Незнайомці у будинку          | Les inconnus dans la maison      | Так     |           |
| 1942 | Благодійник                   | Le bienfaiteur                   | Так     | Так       |
| 1942 | Весілля по любові             | Mariage d'amour                  | Так     | Так       |
| 1943 | Людина з Лондона              | L'homme de Londres               | Так     | Так       |
| 1943 | Я з тобою                     | Je suis avec toi                 | Так     |           |
| 1946 | Донька диявола                | La fille du diable               | Так     | Так       |
| 1947 | Кафе Кадран                   | Le café du cadran                | Так     | Так       |
| 1947 | Не винен                      | Non coupable                     | Так     |           |
| 1947 | Закохані з мосту Сен-Жан      | Les amants du pont Saint-Jean    | Так     |           |
| 1948 | Закохані самі на світі        | Les amoureux sont seuls au monde | Так     |           |
| 1949 | Між 11 годиною і північчю     | Entre onze heures et minuit      | Так     | Так       |
| 1949 | На балконі                    | u grand balcon                   | Так     |           |
| 1950 | Три телеграми                 | Trois télégrammes                | Так     | Так       |
| 1951 | Клара де Монтаржис            | Clara de Montargis               | Так     | Так       |
| 1951 | Кохання і бажання             | Le désir et l'amour              | Так     | Так       |
| 1952 | Правда про крихітку Донж      | La vérité sur Bébé Donge         | Так     |           |
| 1953 | Закохані з Толедо             | Les amants de Tolède             | Так     | Так       |
| 1953 | Спальня старшокласниць        | Dortoir des grandes              | Так     | Так       |
| 1954 | Інтриганки                    | Les Intrigantes                  | Так     | Так       |
| 1954 | Таємниці алькова              | Secrets d'alcôve                 | Так     | Так       |
| 1954 | Достойні бути убитими         | Bonnes à tuer                    | Так     | Так       |
| 1955 | Облава на блатних             | Razzia sur la chnouf             | Так     | Так       |
| 1955 | Справа отруйників             | L'affaire des poisons            | Так     | Так       |
| 1956 | Божевільні глибокі крісла     | Folies-Bergère                   | Так     | Так       |
| 1957 | Буча                          | Le feu aux poudres               | Так     | Так       |
| 1957 | Мене може убити кожен         | Tous peuvent me tuer             | Так     | Так       |
| 1957 | Чарівні хлопчики              | Charmants garçons                | Так     |           |
| 1958 | Кішка                         | La chatte                        | Так     | Так       |
| 1959 | Чому ти прийшов так пізно?    | Pourquoi viens-tu si tard?       | Так     | Так       |
| 1959 | Наталі, секретний агент       | Nathalie, agent secret           | Так     |           |
| 1960 | Кішка випускає кігтики        | La chatte sort ses griffes       | Так     | Так       |
| 1960 | Ніжна і насильницька Елізабет | Tendre et violente Elisabeth     | Так     | Так       |
| 1960 | Француженка і любов           | La française et l'amour          | Так     |           |
| 1961 | Камені Парижа                 | Le pavé de Paris                 | Так     | Так       |
| 1962 | Наклеп                        | Maléfices                        | Так     | Так       |
| 1962 | Залізна маска                 | Le masque de fer                 | Так     |           |
| 1963 | Касабланка — гніздо шпигунів  | Noches de Casablanca             | Так     |           |
| 1964 | Парії слави                   | Les parias de la gloire          | Так     | Так       |
| 1964 | Ліцензія на вбивство          | Nick Carter va tout casser       | Так     |           |

Лише ценарист
| Рік  | Назва українською          | Оригінальна назва                | Режисер                           |
| ---- | -------------------------- | -------------------------------- | --------------------------------- |
| 1925 | Королі педалів             | Le roi de la pédale              | Моріс Шампре                      |
| 1926 | Маленький парижанин        | Le p'tit Parigot                 | Рене Ле Сомптьє                   |
| 1928 | Диявольський круг          | ronde infernale                  | Лютц-Морат                        |
| 1931 | Вечір облави               | Un soir de rafle                 | Карміне Галлоне                   |
| 1931 | Її величність кохання      | Son altesse l'amour              | Роберт Пегі, Еріх Шмидт, Джое Май |
| 1931 | Невідомий співак           | Le chanteur inconnu              | Віктор Турянський                 |
| 1932 | Студентський готель        | Hôtel des étudiants              | Віктор Турянський                 |
| 1932 | Людина, яка не говорить ні | L'homme qui ne sait pas dire non | Гайнц Гільперт                    |
| 1934 | Блазень                    | Poliche                          | Абель Ґанс                        |
| 1934 | Золото на вулиці           | L'or dans la rue                 | Кертіс Бернгардт                  |
| 1934 | Король Камарге             | Roi de Camargue                  | Жак де Баронселлі                 |
| 1936 | Порт Артур                 | Port Arthur                      | Ніколас Фаркаш                    |
| 1942 | Аннет і блондинка          | Annette et la dame blonde        | Жан Древіль                       |
| 1949 | Портрет убивці             | Portrait d'un assassin           | Бернар-Ролан                      |
| 1951 | Лавина                     | Avalanche                        | Раймон Сегар                      |
| 1951 | Нічна коробка              | Boîte de nuit                    | Альфред Роде                      |

## Визнання
| Рік                                    | Категорія                                    | Фільм                 | Результат |
| -------------------------------------- | -------------------------------------------- | --------------------- | --------- |
| Венеційський міжнародний кінофестиваль |                                              |                       |           |
| 1938                                   | Кубок Муссоліні за найкращий іноземний фільм | Зловживання довірою   | Номінація |
| Каннський міжнародний кінофестиваль    |                                              |                       |           |
| 1947                                   | Найкращий художній фільм                     | Коханці моста Сен-Жан | Номінація |
| 1949                                   | Гран-прі фестивалю                           | На балконі            | Номінація |